# Microrregión del Litoral de Camocim y Acaraú
La microrregión del Litoral de Camocim y Acaraú es una de las  microrregiones del estado brasileño del Ceará perteneciente a la mesorregión  Noroeste Cearense. Su población fue estimada en 2005 por el IBGE en 347.331 habitantes y está dividida en doce municipios. Posee un área total de 8.666,728 km².

## Municipios
- Acaraú
- Barroquinha
- Bela Cruz
- Camocim
- Chaval
- Cruz
- Granja
- Itarema
- Jijoca de Jericoacoara
- Marco
- Martinópole
- Morrinhos

- Datos: Q2539681